# Franz Wilhelm von Wartenberg

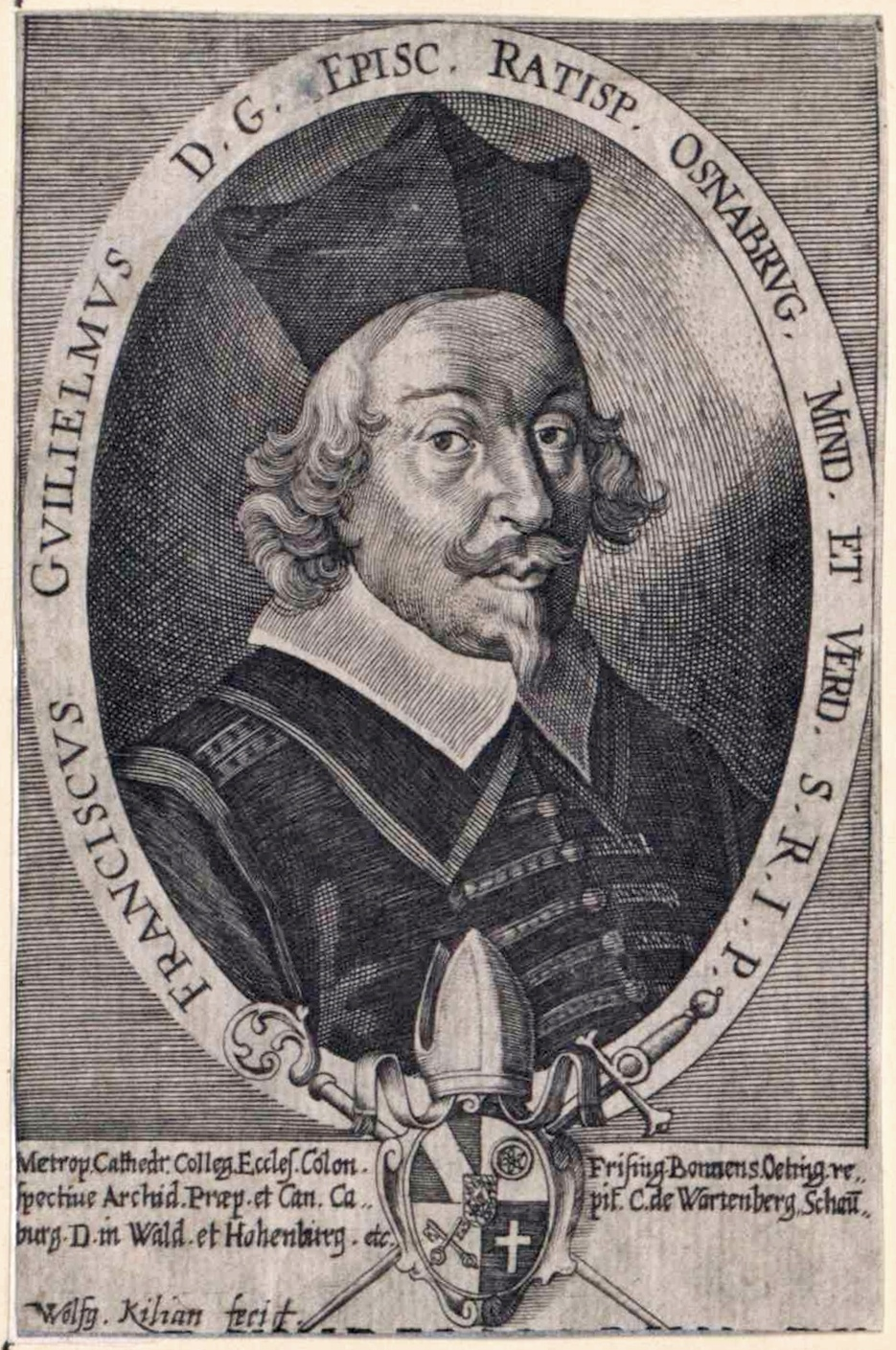
Fürstbischof Franz Wilhelm von Wartenberg (Stich von Wolfgang und Lucas Kilian, 1631)

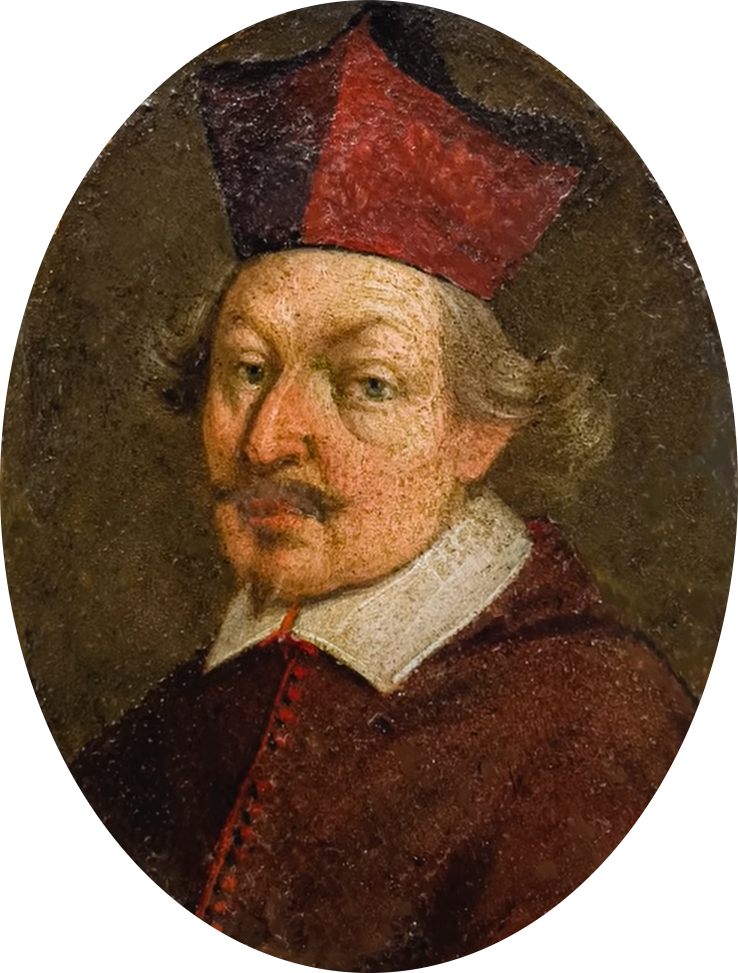
Kardinal Franz Wilhelm von Wartenberg (Ölgemälde um 1660)

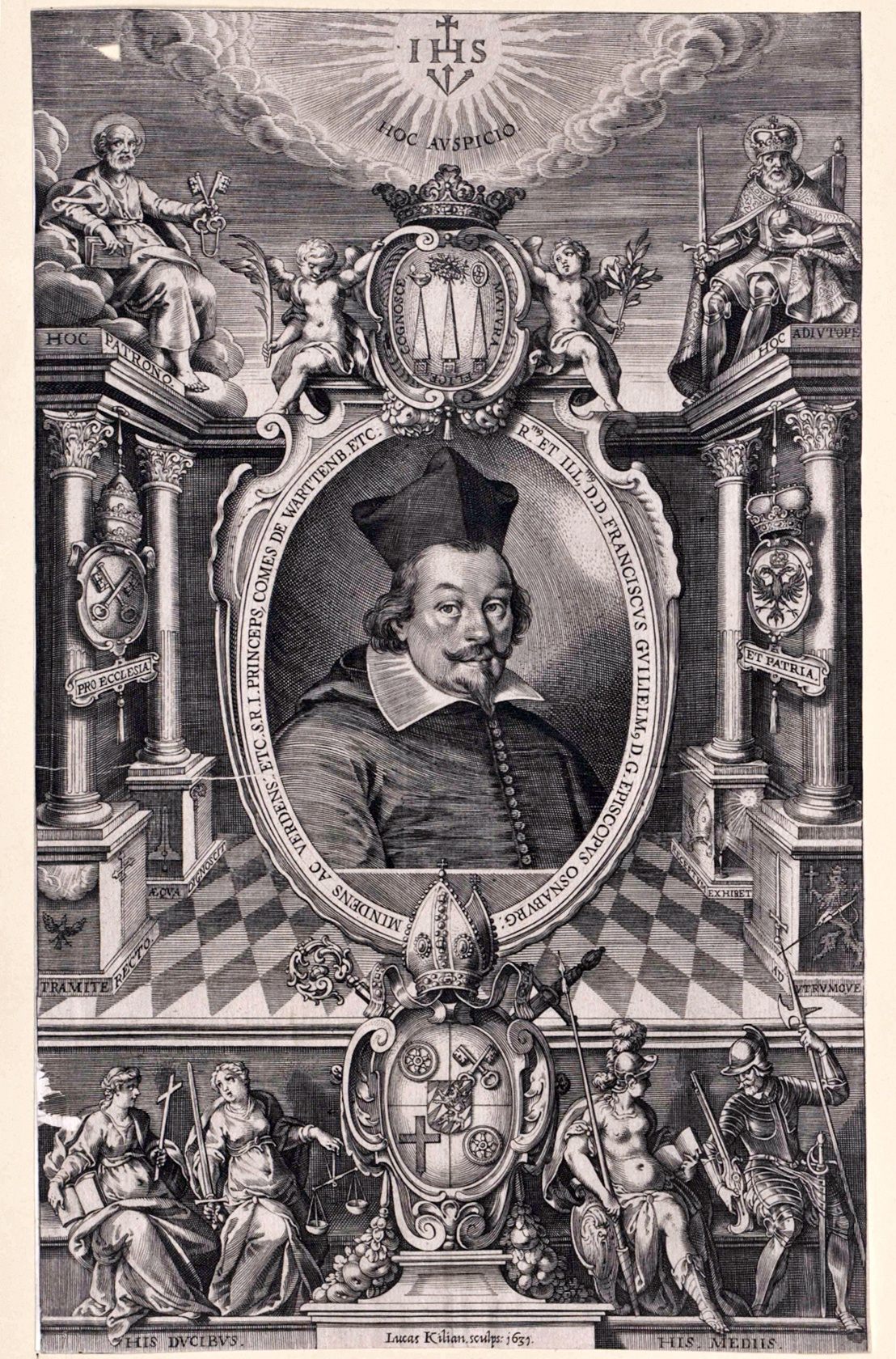
Weiteres Porträt

Franz Wilhelm Kardinal Reichsgraf von Wartenberg (* 1. März 1593 in München; † 1. Dezember 1661 in Regensburg) war ein Kardinal aus einer Seitenlinie des Fürstenhauses Wittelsbach. Er zählt zu den bedeutendsten Fürstbischöfen von Osnabrück und Regensburg; zudem leitete er die Diözesen Minden und Verden. Von 1621 bis 1640 war er kurkölnischer Premierminister.

## Leben

### Herkunft und Ausbildung
Franz Wilhelm entstammte der morganatischen Ehe von Prinz Ferdinand von Bayern, einem Sohn des bayrischen Herzogs Albrecht V. von Bayern, mit Maria von Pettenbeck. 1602 wurde er, ebenso wie seine Geschwister, vom Kaiser als Graf von Wartenberg in den Reichsgrafenstand erhoben, wobei der Name nach der Herrschaft Wartenberg in Oberbayern gewählt wurde.
In der Zeit von 1601 bis 1604 besuchte Franz Wilhelm das Jesuitenkolleg Ingolstadt, machte 1608 seinen Gymnasialabschluss am Jesuitengymnasium München (heute: Wilhelmsgymnasium München) und studierte anschließend Theologie am Collegium Germanicum et Hungaricum in Rom. 1611 besuchte er die Universität Perugia. 1614 erhielt er die niederen Weihen durch Kardinal Robert Bellarmin.

### Werdegang als Geistlicher
1614 wurde er zunächst Präsident des Geistlichen, ab 1619 des bayerischen Geheimen Rates in München. 1621 wechselte er an den Bonner Hof des Kölner Kurfürsten, seines Vetters Ferdinand von Bayern, als Präsident des Geheimen Rates und Obristhofmeister. Bis 1640 bestimmte er hier als Kurkölnischer Premierminister die Politik.
Schon 1604 wurde er zum Propst des Klosterstifts Altötting ernannt, 1617 zum Domherrn in Regensburg und 1618 in Freising sowie 1629 zum Propst des Bonner St. Cassius-Stifts. Weitere kirchliche Pfründen folgten.

### Propst des Bonner St.-Cassius-Stifts
Seit 1629 war er Propst des bedeutendsten Stifts der Kölner Erzdiözese, In diesem Amt führte er in der Kurkölnischen Residenzstadt Bonn als Erster den römischen Ritus ein. 1641 erwirkte er von Papst Urban VIII. für die Pröpste des Cassius-Stifts das Privileg, Mitra und Stab tragen zu dürfen. Zudem stiftete er aus eigenem Vermögen die noch heute im Bonner Münster vorhandene, um 1630 geschaffene Bronzestatue der Heiligen Helena.

### Bischof von Osnabrück
Von 1625 bis 1661 war er Bischof von Osnabrück. Die Annahme und päpstliche Bestätigung der Wahl verzögerte sich bis 1628, weil die Dänen während ihrer Besatzungsherrschaft in Osnabrück versuchten, Einfluss auf die Wahl zu nehmen. Franz Wilhelm setzte das Reformwerk seines Vorgängers Eitel Friedrich von Hohenzollern im Bistum Osnabrück fort. In Osnabrück setzte er den lutherischen Stadtrat ab, ließ die Zitadelle Petersburg errichten und baute das Gymnasium Carolinum zur Jesuitenuniversität aus. Er lud regelmäßig den Diözesanklerus zu Synoden ein, um die Reformbeschlüsse des Trienter Konzils zu verkünden und durchzusetzen. An diese hielt er sich selber nur teilweise – seine Ämterhäufung setzte sich im Gegenteil dazu fort. Im Niedersächsischen Kreis wurde Franz Wilhelm kaiserlicher Kommissar und setzte das Restitutionsedikt um.

### Bischof von Minden und Verden
In der päpstlichen Kurie fanden Franz Wilhelms Leistungen Beachtung. Papst Urban VIII. verlieh ihm 1630 zusätzlich die Bistümer Verden und Minden und bestellte ihn zum päpstlichen Administrator im Bistum Hildesheim. Mit dem Vordringen der Schweden in Norddeutschland – 1633 besetzten sie das Hochstift Osnabrück – mussten seine Reformbemühungen zunächst pausieren. Wartenberg zog sich nach Köln zurück; dort wurde er am 25. Mai 1634 zum Subdiakon geweiht und empfing am 4. Juni 1634 die Diakonenweihe. Albert von Toerring-Stein, Bischof von Regensburg, spendete ihm am 29. November 1636 in Regensburg die Priesterweihe. Die Bischofsweihe empfing Franz Wilhelm von Wartenberg am 8. Dezember 1636 in Regensburg durch den Apostolischen Nuntius Malachia Malatesta Baglioni unter Assistenz des Regensburger Bischofs Albert von Toerring-Stein und Anton Wolfradt, Bischof von Wien. 1645 wurde er zum Apostolischen Vikar für das Erzbistum Bremen ernannt und 1649 zum Bischof von Regensburg.
Während der Verhandlungen zum Westfälischen Frieden vertrat Franz Wilhelm als Unterhändler zeitweise die Interessen von 17 katholischen Stiften und Abteien. Durch den Friedensvertrag erhielt Franz Wilhelm das Hochstift Osnabrück zwar wieder zugesprochen, die Bestimmung aber, dass sich nach seinem Tode ein katholischer und lutherischer Bischof aus dem Hause Braunschweig-Lüneburg abwechseln sollten, konnte er nicht verhindern.

### Bischof von Regensburg

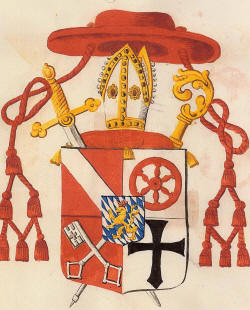
Kardinalswappen mit dem Wartenberger Herzschild (zeitgenössisch)

Franz Wilhelm hielt nach seiner Ernennung zum Regensburger Bischof und noch einmal 1660 Synoden im Regensburger Bistum ab. Durch Krieg, Plünderungen und Pest waren die Konvente fast aller Klöster auf ein Minimum zusammengeschrumpft. Auf dem Land mangelte es an Pfarrern. Diese lebten in ärmlichen Verhältnissen, Beamte und Adelige machten ihnen Ansprüche streitig, deren Titel ihnen im Krieg verloren gegangen waren.

Weitere Katakombenheilige kamen als Reliquien nach Regensburg, so der Heilige Leonitus und die Heiligen und Märtyrer Aurelius und Adrianus.

### Kardinalat und Lebensende
Seine letzten Lebensjahre verbrachte der in seinem Reformeifer nicht nachlassende Bischof Franz Wilhelm abwechselnd in Regensburg und Osnabrück. Papst Alexander VII., der während seiner Zeit als Nuntius in Köln und päpstlicher Friedensunterhändler bei den Verhandlungen zum Westfälischen Frieden in Münster Franz Wilhelms Wegbegleiter gewesen war, kreierte ihn am 5. April 1660 zum Kardinal.
Franz Wilhelm von Wartenberg wurde in der Stiftskirche von Altötting im Franziskanerhabit beigesetzt. Sein Herz wurde getrennt bestattet und befindet sich in der Gnadenkapelle von Altötting.

## Wappen
Seit 1649 führte der mehrfache Fürstbischof in einer Vierung die Wappenmotive der Bistümer Regensburg (vom Betrachter aus oben links, heraldisch oben rechts), Osnabrück (oben rechts, heraldisch oben links), Minden (unten links, heraldisch unten rechts) und Verden (unten rechts, heraldisch unten links). Der Herzschild zeigt das Familienwappen der Wartenberger (ein Wittelsbacher Bastardwappen), ein rot gezungter goldener Löwe auf den silbernen und blauen bayerischen Rauten.

## Literarische Rezeption
Schriftstellerische Freiheit: Ricarda Huch lässt den Fürstbischof in ihrer heiteren Erzählung Der Hahn von Quakenbrück (1910) als Zeuge in einem Prozess um einen eierlegenden Hahn in Quakenbrück auftreten.